# St.-Blasius-Kirche (Nellingen auf den Fildern)

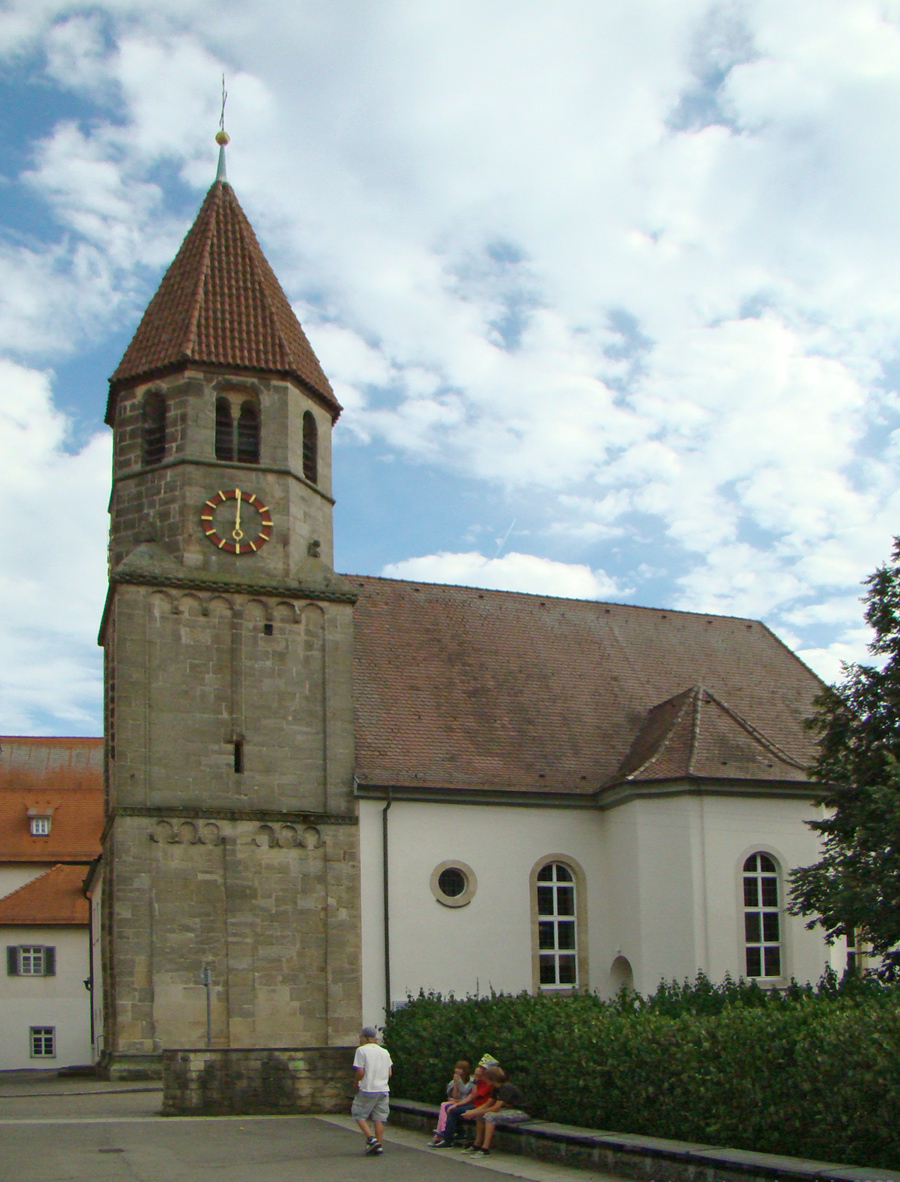
St.-Blasius-Kirche in Nellingen

Die St.-Blasius-Kirche in Nellingen, einem Stadtteil von Ostfildern im Landkreis Esslingen in Baden-Württemberg, ist eine evangelische Kirche. Ihr Turm, der um 1220 entstanden ist, gilt als das älteste Bauwerk in Nellingen und als ältester Kirchturm dieser Bauform in Württemberg.

## Geschichte
Die Kirche wurde im Stil der späten Romanik um 1220 durch das Kloster St. Blasien erbaut, das am Ort Besitz und eine Propstei hatte und von dem auch der Kirchenpatron Blasius stammt. Der vom ursprünglichen Bau erhaltene Turm hat in seinen unteren beiden Geschossen einen viereckigen Grundriss, der sich nach oben zum Achteck verjüngt und gilt als ältester Kirchturm dieses Typs in Württemberg. Das Kirchenschiff der seit 1537 reformierten Kirche war nach einem Brand 1446 schon erneuert worden und wurde, nachdem es 1749 bei einem Sturm schwer beschädigt wurde, im Jahr 1777 im schlichten Stil einer Predigerkirche abermals erneuert. Über die Gestalt früherer Kirchenbauten gibt es keine Aufzeichnungen.
Die Kirche war ursprünglich traditionell nach Osten ausgerichtet, wurde dann aber bei einer umfassenden Renovierung 1926 durch Martin Elsaesser im Inneren umgestaltet, so dass der Altar sowie der Taufstein an der Südwand vor einem zugemauerten Portal zu stehen kamen. Im Zuge des Kirchenumbaus 1926 wurde auch ein Gemeindesaal an die Kirche angebaut.
Die letzte umfassende Sanierung von Kirche und Gemeindesaal fand 1994/95 statt. Dabei wurde unter anderem die alte Sakristei abgebrochen und an ihrer Stelle ein Vorraum zum Treppenhaus zur Empore geschaffen. Im Vorraum wurde ein altes Grabmal von 1577 aufgestellt. Außerdem erhielt die Kirche einen neuen Fußboden und eine vollständig neue Farbgebung, die mit dem neuen Glasfenster von Andreas Felger über der Altarnische harmoniert. Im Gemeindesaal wurden mehrere Nebenräume eingebaut, darunter eine neue Sakristei und Toiletten.
Das benachbarte Alte Pfarrhaus von 1565 zählt zu den ältesten Gebäuden Nellingens, war Pfarrhaus bis 1838 und ist seit 1975 im Besitz der Stadt, die es 1980 grundlegend sanierte.

## Ausstattung

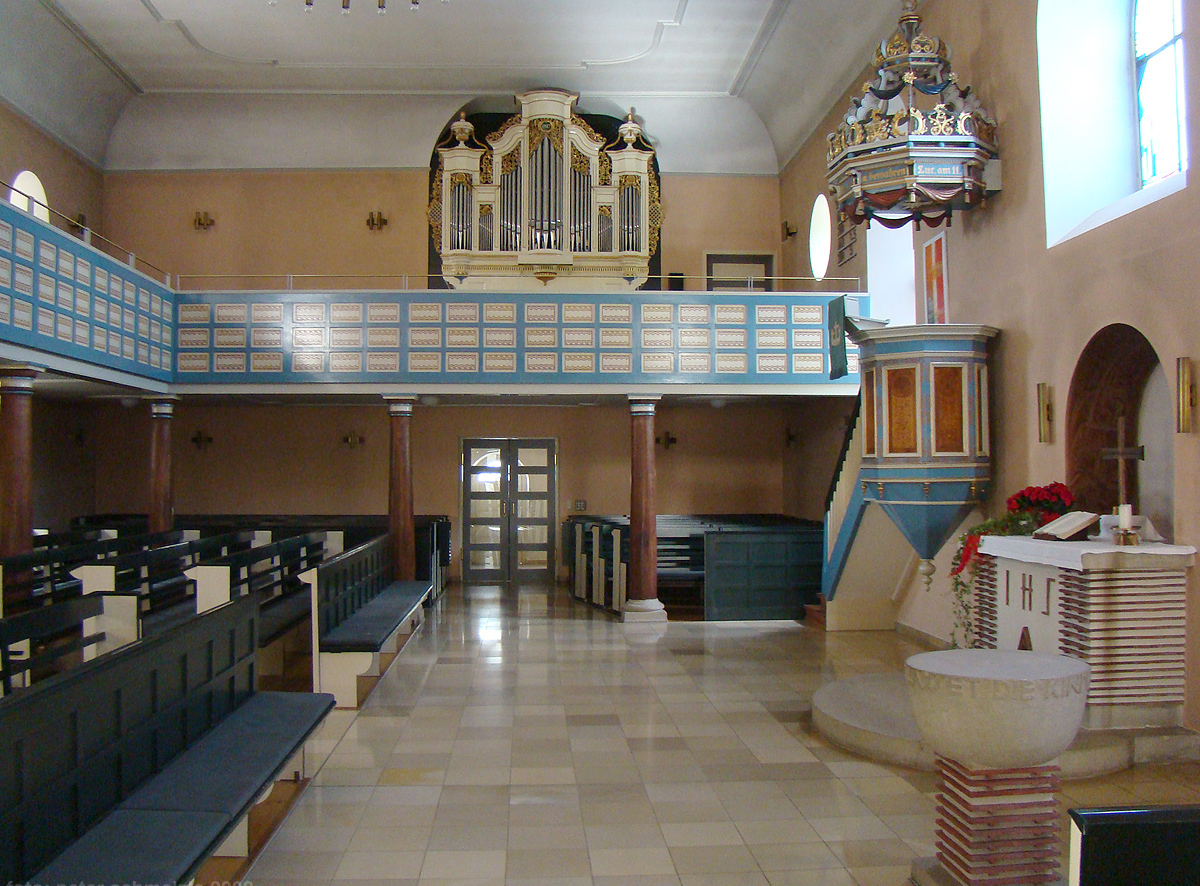
Innenraum

Die Kirche hat rund 500 Sitzplätze, die sich teilweise auch auf der dreiseitig umlaufenden Empore befinden und nach Süden zur Altarnische ausgerichtet sind. Altar und Taufstein wurden 1926 von Martin Elsaesser gestaltet. Die vergleichsweise schmuckvolle Kanzel stammt vermutlich noch aus der Zeit vor dem Neubau 1777. Eine erste Orgel wurde 1765 angeschafft, jedoch bei einem Umbau der Kirche 1817 gegen das heutige Instrument ausgetauscht, dessen Orgelprospekt die Jahreszahl des Umbaus trägt. Das Geläut der Kirche besteht aus fünf Glocken: Sonntagsglocke (es1), Betglocke (f1), Kreuzglocke (g1), Totenglocke (b1) und Taufglocke (c2).

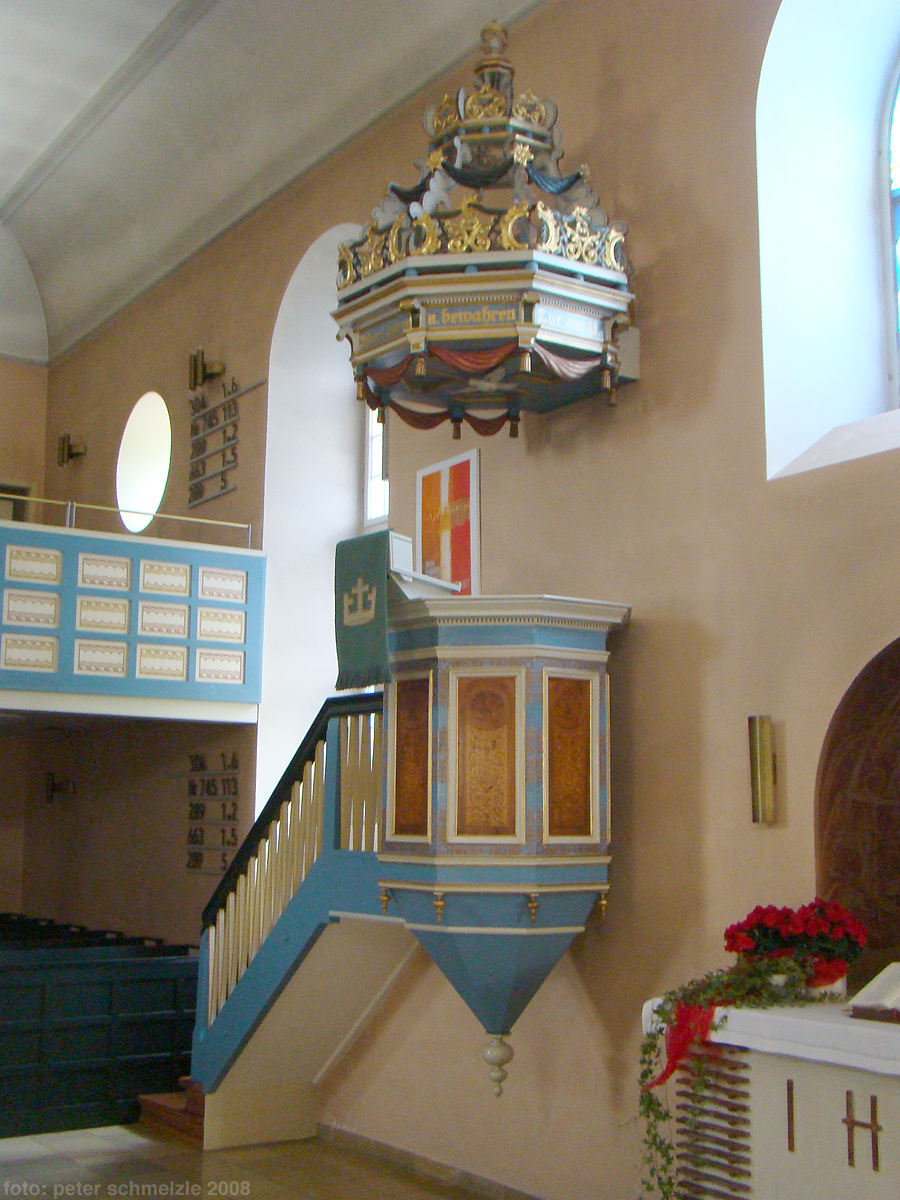
Kanzel
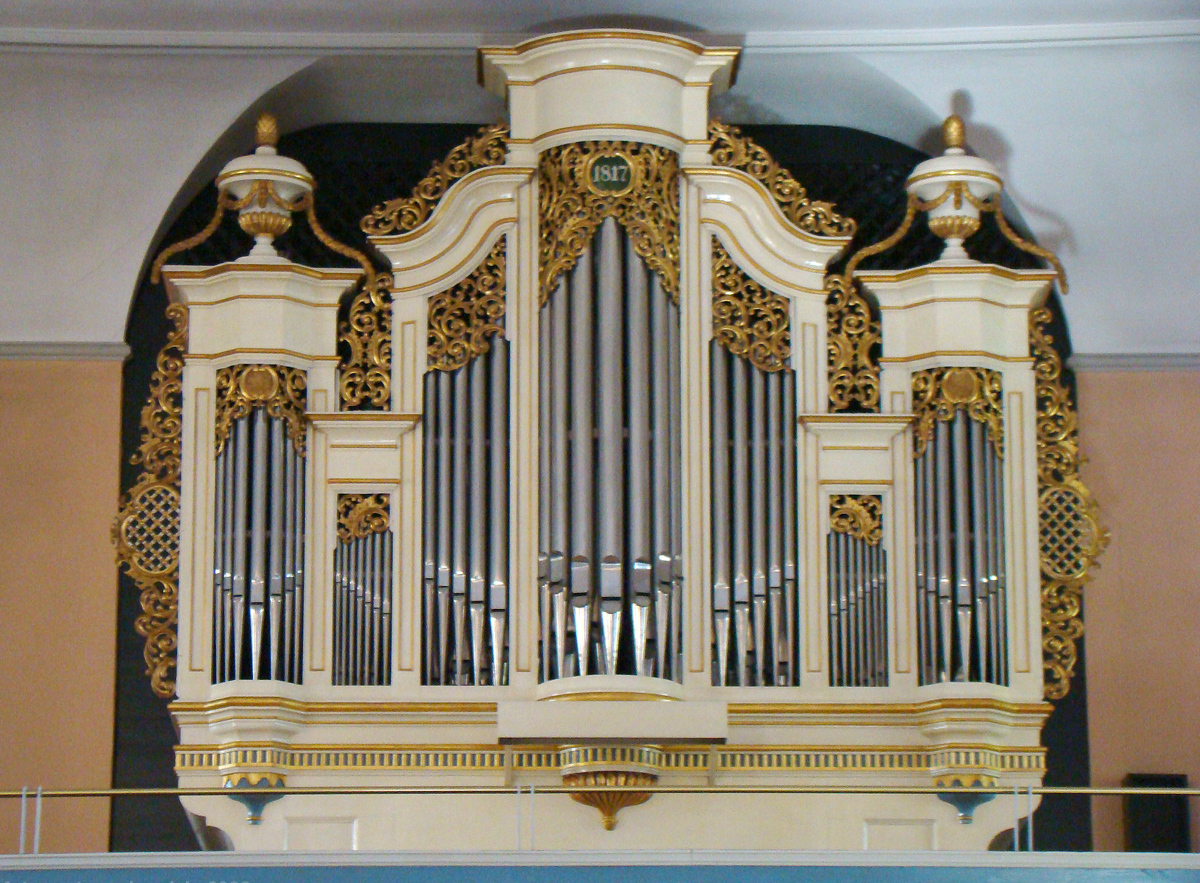
Orgelprospekt
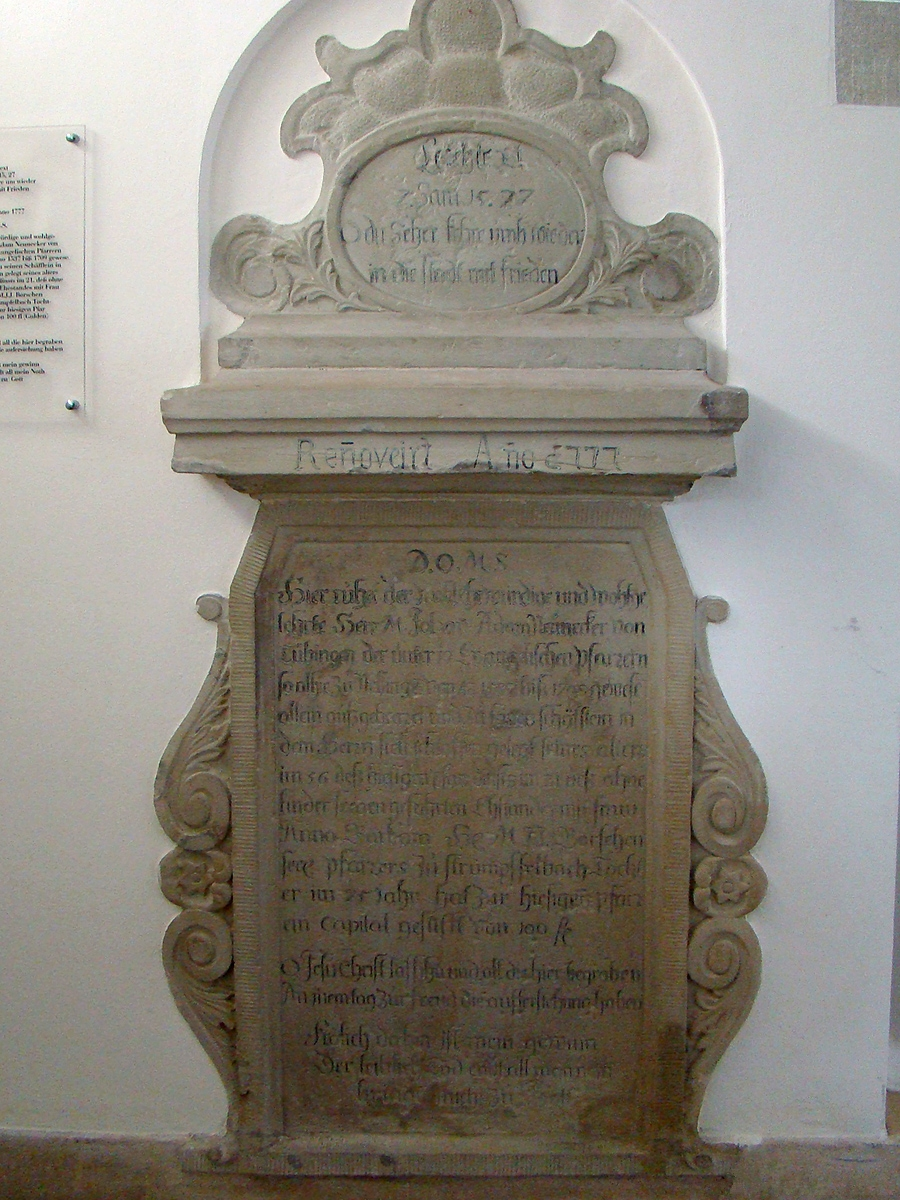
Hist. Grabmal im Vorraum